# Anchusa pusilla
Anchusa pusilla är en strävbladig växtart som beskrevs av Gusuleac. Anchusa pusilla ingår i släktet oxtungor, och familjen strävbladiga växter. Inga underarter finns listade i Catalogue of Life.